# E29

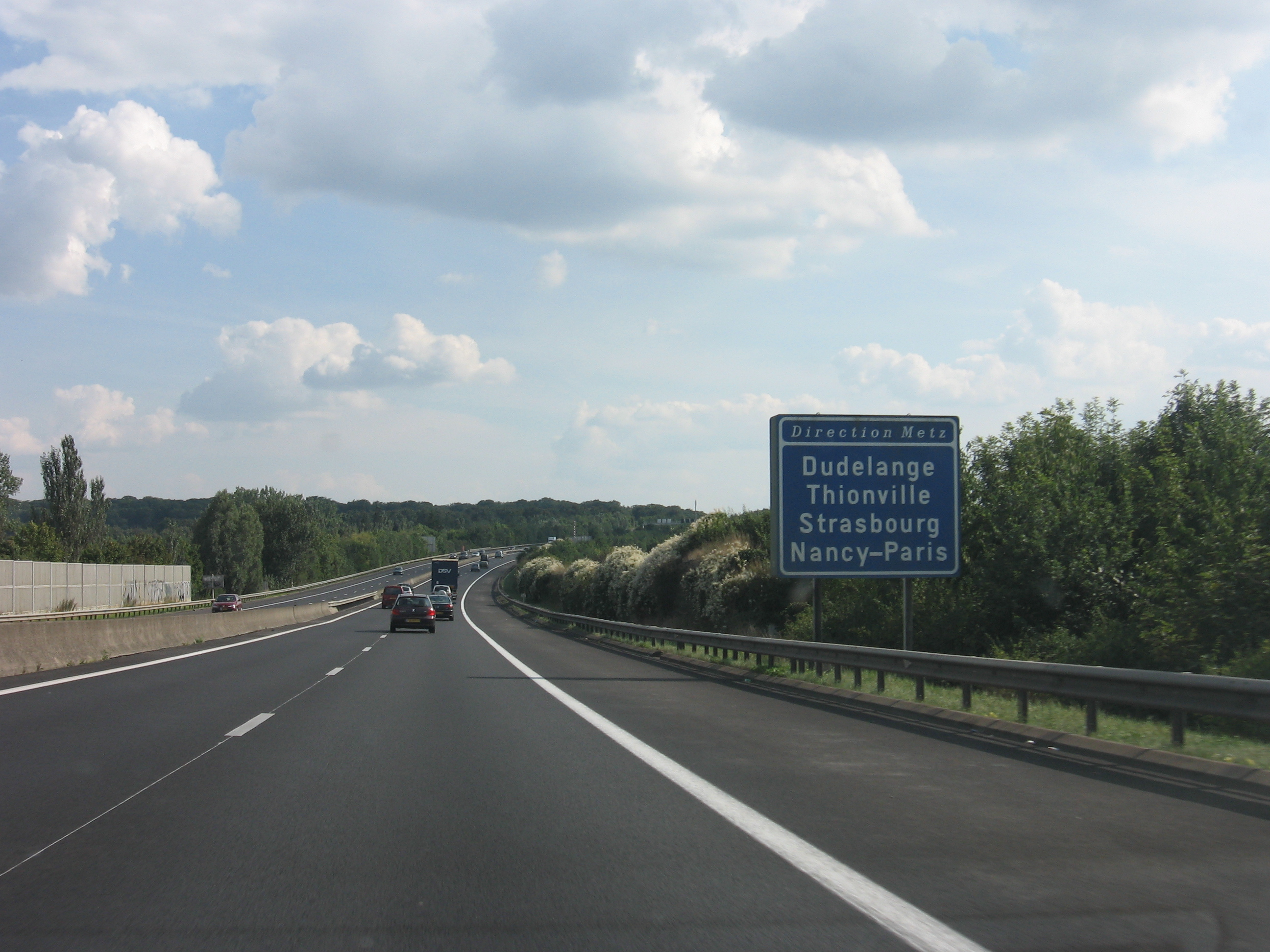
E29/A3 i Luxemburg.

E29 eller Europaväg 29 är en 290 kilometer lång europaväg som börjar i Köln i Tyskland, passerar Luxemburg, och slutar nära Sarreguemines i Frankrike.

## Sträckning
Köln - (gräns Tyskland-Luxemburg) - Luxemburg - (gräns Luxemburg-Tyskland) - Saarbrücken - (gräns Tyskland-Frankrike) - Sarreguemines.

## Standard
Vägen är mest landsväg. Den är dock motorväg bitvis, bland annat följs A1 och A8 i Tyskland.
E29 gör en stor omväg via Luxemburg, och få följer E29:an genom staden.

## Anslutningar till andra europavägar
| - E31 - E42 - E421 - E44 |  | - E422 - E50 - E25 |